# Rhyssemodes malyi
Rhyssemodes malyi är en skalbaggsart som beskrevs av Rakovic 1982. Rhyssemodes malyi ingår i släktet Rhyssemodes och familjen Aphodiidae. Inga underarter finns listade i Catalogue of Life.